# The Sound of Johnny Cash
The Sound of Johnny Cash je 13. album Johnnyja Casha, objavljen 1962. Među pjesmama se nalazi i singl "In the Jailhouse Now", obrada pjesme Jimmieja Rodgersa koja je se popela na 8. mjesto na country ljestvici, te "Delia's Gone", koju će Cash ponovno snimiti godinama kasnije, na American Recordings, 1994. Cash je, osim toga, snimio značajno sporiju verziju "I'm Free from the Chain Gang", koja je na kraju objavljena 2006. na albumu American V: A Hundred Highways kao posljednja pjesma na albumu.

## Popis pjesama
1. "Lost on the Desert" (Frazier, Mize) – 2:01
2. "Accidentally on Purpose" (Edwards, Jones) – 1:56
3. "In the Jailhouse Now" (Jimmie Rodgers) – 2:23
4. "Mr. Lonesome" (Glaser) – 2:18
5. "You Won't Have Far to Go" (Glaser) – 1:50
6. "In Them Old Cottonfields Back Home" (Leadbelly) – 2:34
7. "Delia's Gone" (Silbersdorf, Toops) – 2:01
8. "I Forgot More Than You'll Ever Know" (Null) – 2:27
9. "You Remembered Me" (Cash) – 2:05
10. "I'm Free from the Chain Gang Now" (Herscher, Klein) – 1:51
11. "Let Me Down Easy" (Tompall Glaser, Jim Glaser) – 1:46
12. "Sing It Pretty, Sue" (Cash) – 2:00

## Izvođači
- Johnny Cash - glavni izvođač, vokali
- Luther Perkins - gitara
- Ray Edenton - gitara
- Don Helms - steel gitara
- Marshall Grant - bas
- Buddy Harman - bubnjevi
- Floyd Cramer - klavir

## Ljestvice
Singlovi - Billboard (Sjeverna Amerika)
| Godina | Singl                  | Ljestvica        | Pozicija |
| ------ | ---------------------- | ---------------- | -------- |
| 1962.  | "In the Jailhouse Now" | Country singlovi | 8        |

## Vanjske poveznice
- Podaci o albumu i tekstovi pjesama